# Beast Man
 (mai 2021).
Si vous disposez d'ouvrages ou d'articles de référence ou si vous connaissez des sites web de qualité traitant du thème abordé ici, merci de compléter l'article en donnant les références utiles à sa vérifiabilité et en les liant à la section « Notes et références ».
Beast Man est un personnage fictif issu de la ligne de jouets Les Maîtres de l'univers. Il est le plus fidèle serviteur de Skeletor, doté d'une force extraordinaire et du pouvoir de contrôler les animaux. Beast Man est une créature simiesque possédant un pelage orange et une crinière rouge.

## Figurine
Beast Man est l'une des huit premières  figurines réalisées par Mattel en 1981. Il possède une armure et des brassards rouges amovibles ainsi qu'un fouet. C'est l'une des figurines qui a été le plus souvent rééditées au fil des différentes vagues : les dernières versions présentent une tête rigide contrairement à la tête souple originale. 
Les rumeurs prétendent que le nom de Beast Man serait issu d'un personnage de la ligne de jouets Flash Gordon, également éditée par Mattel. De même, on prétend que son fouet serait une réutilisation issue de la gamme Big Jim. 
Beast Man apparaît sur de nombreux blisters et boîtes de la ligne de jouets. L'illustration à l'arrière du blister de Beast Man le montre luttant contre Musclor au milieu d'une plaine volcanique. Sur l'illustration de la boîte du Château des ombres, curieusement Beast Man lutte aux côtés de Musclor. Le packaging a vraisemblablement été réalisé avant que le synopsis ne soit défini. Enfin, Beast Man est le personnage le plus souvent représenté comme victime du Piège infernal (Slime Pit) de Hordak.
Dans la nouvelle collection de 2002 conçue par Four Horsemen, Beast Man est à nouveau l'une des six premières  figurines réalisées. Son apparence change peu si ce n'est que son torse est beaucoup plus large et sa couleur d'un orange moins vif que la version originale.  L'armure et les brassards sont désormais figés et des genouillères ont été ajoutées. Un bouton dans le dos permet d'actionner les bras de la figurine.

## Biographie
L'histoire de Beast Man présente des différences notables selon les médias où il apparaît. 

### D'après les minicomics
Beast Man apparaît dans les premiers minicomics avec une fourrure violette. Il est présenté comme le bras droit de Skeletor, son plus fidèle serviteur et ce tout au long des aventures. Quand il n'est pas auprès de lui, Skeletor convoque Beast Man par la pensée. Dès le départ, Beast Man possède la faculté de contrôler les bêtes sauvages.
Beast Man apparaît dans les minicomics suivants : 
- He-Man and the Power Sword
- The Vengeance of Skeletor
- He-Man Meets Ram-Man
- The Terror of Tri-Klops
- The Tale of Teela
- The Power of... Point Dread!
- Masks of Power
- He-Man and the Insect People
- Double-Edged Sword
- The Obelisk
- The Battle of Roboto
- The Flying Fists of Power
- The Fastest Draw in the Universe.

### D'après la série de 1983
Dans la série animée originale de Filmation, Beast Man apparaît dans l'épisode pilote Le Rayon qui fait disparaître avec Evil-Lyn, Oceanor, Dentos et Triclops. Son personnage est conforme à la version des minicomics bien qu'il soit quelque peu atténué pour ne pas choquer le jeune public. Outre sa loyauté envers Skeletor, les scénaristes ont rapidement ajouté de nouveaux éléments tels que son ressentiment envers son maître et sa volonté de le détrôner. Ceci est notamment relaté dans l'épisode Banni par Skeletor où, renvoyé de Snake Mountain, Beast Man essaie de se prouver qu'il est capable d'agir seul et réussit à capturer le Roi Randor. Bien que son plan finisse par échouer, Beast Man est repris dans les rangs de Skeletor. Il admet alors qu'il apprécie faire partie de l'équipe, même si cela implique de supporter les sautes d'humeur de son maître. Bien qu'il soit souvent dépeint comme un personnage risible, Beast Man apparaît parfois sous un jour plus sombre et plus intelligent dans des épisodes tels que L'Ombre de Skeletor et Pauvre Orko…. 
Beast Man reste l'un des vilains les plus réguliers et ce tout au long de la série (avec 44 apparitions), alors que d'autres personnages de la première heure tombent progressivement en désuétude (comme Oceanor ou Triclops). Parfois, dans les derniers épisodes de la seconde saison, sa place de bras droit de Skeletor est occupée par un autre vilain tel que Whiplash ou Etor. Beast Man travaille souvent en tandem avec Dentos - un autre personnage régulier tout au long de la série - contrairement aux minicomics, où il était associé à Oceanor.
Les origines de Beast Man sont relatées dans la bible de la série : on apprend que sur Terre il était un fermier violent nommé Biff Beastman qui fut engagé comme technicien sur le vaisseau spatial de Marlena Glenn, la mère du Prince Adam. Lorsque le vaisseau s'écrasa sur Eternia, Biff Beastman fut projeté sur Infinita, la dimension originelle de Skeletor, où il se métamorphosa en une créature sauvage, qui fut recrutée par le Seigneur de la destruction. Cette histoire a été relatée dans le comics New Champions of Eternia mais pas dans la série animée.

### D'après le film de 1987
Beast Man apparaît aussi dans le film Les Maîtres de l'univers de 1987. Interprété par l'acteur Tony Carrol, Beast Man est représenté comme une créature sauvage qui grogne plus qu'elle ne parle, mais néanmoins capable d'utiliser des armes de pointe. Lorsque Skeletor détruit Saurod sur un coup de colère, Beast Man s'agenouille pour implorer son pardon. Il n'est jamais fait mention de son pouvoir de contrôle sur les animaux. 
Le design de Beast Man, créé par  Moebius, est proche de la version originale, excepté qu'il arbore une longue fourrure brune et une armure vraisemblablement d'inspiration Samouraï.  
Dans le comics de Marvel Star Comics, Beast Man est plus proche de sa version jouet/animée. Il discute et remplace les servants de Blade et Evil-Lyn pendant l'interrogatoire de Kevin Corrigan. 

### Dans les autres médias
Beast Man figure dans bon nombre de comics et de livres tout au long des années 1980. Dans la série des éditions Ladybird Books, Beast Man est décrit comme le chef d'une tribu bestiale dans la jungle. Cette interprétation généralement admise par les fans s'appuie sur un comics DC où apparaissent les Beastmen et sur l'épisode Banni par Skeletor de Filmation où, après avoir quitté Skeletor, Beast Man retourne dans la jungle parmi une race de fauves dont il est visiblement le chef. 

### D'après la série 2002
Dans la nouvelle série, les changements de design de Beast Man sont similaires à la nouvelle figurine de Mattel : son pelage est d'un orange moins vif et sa carrure beaucoup plus large que la version originale. Dans cette nouvelle incarnation, Beast Man reste le serviteur loyal de Skeletor et, contrairement à la série de Filmation, ne présente aucune volonté de  trahir son maître. Il y possède toujours le pouvoir de contrôler les animaux, même si cette faculté fonctionne mal sur les dragons, comme c'est le cas dans l'épisode Dragon's Brood. 
Le background du personnage n'est pas mentionné dans la série, mais bien dans la nouvelle série de comics qui en est tirée. Dans Beast Man Icon of Evil no 1 (créé par Robert Kirkman et Tony Moore), on apprend qu'il est natif des îles Berserker où  il a rencontré Keldor, avant que celui-ci ne devienne Skeletor. Après un duel homérique, Keldor et Beast Man sont capturés par un peuple qui veut les sacrifier dans une arène. Les deux décident d'unir leurs forces pour s'échapper. Beast Man décide de devenir le serviteur de Keldor après que celui-ci lui a sauvé la vie.

## Remarques
Les figurines originale et 2002 de Beast Man représentent son visage couvert d'un maquillage tribal blanc et des cernes bleues, alors que dans les deux séries animées correspondantes, son visage est d'une couleur de peau de type caucasien.